# Sergio Maggini
Sergio Maggini (Seano, Toscana, 14 de febrero de 1920-Catena di Quarrata, 5 de abril de 2021) fue un ciclista italiano que fue profesional entre 1945 y 1951. Destacó como velocista. Es hermano del también ciclista Luciano Maggini. 
En su palmarés destaca una victoria de etapa al Giro de Italia de 1949, la Coppa Bernocchi del 1945, lo Giro del Piamonte de 1946 y la Milán-Turín de 1948. 
Falleció a los ciento un años el 5 de abril de 2021.

## Palmarés
- 1944
  - 1.º en la Coppa del Re
- 1945
  - 1.º en la Coppa Bernocchi
- 1946
  - 1.º en el Giro del Piemonte
- 1947
  - 1.º en el Trofeo Baracchi
  - 1.º en el G. P. Industria y Comercio de Prato
- 1948
  - 1.º en la Milán-Turín
- 1949
  - Vencedor de una etapa al Giro de Italia

### Resultados al Giro de Italia
- 1946. Abandona
- 1947. Abandona
- 1949. Abandona